# .ad

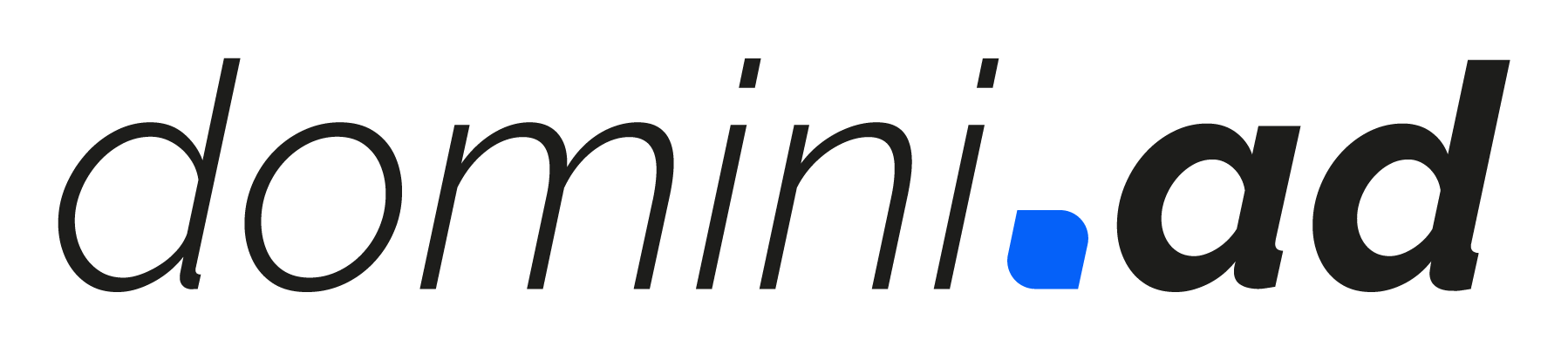
صورة توضح شكل الإمتداد

ad. هو امتداد خاص بالعناوين الإلكترونية (نطاق) domain للمواقع التي تنتمي لأندورا.